# Gertrude Bambrick
Gertrude Bambrick est une actrice du cinéma muet américain. Elle est née le 24 août 1893, et morte à Boynton Beach, en Floride, le 10 janvier 1974.

## Biographie
De 1912 à 1916, elle est apparue dans 60 films. Elle s'est mariée deux fois, une première fois avec Jack Alicoate, et après son divorce, elle se remaria avec Marshall Neilan.

## Filmographie partielle
- 1912 : The Burglar's Dilemma, de D. W. Griffith
- 1912 : Cœur d'apache (The Musketeers of Pig Alley), de D. W. Griffith
- 1913 : An Old Maid's Deception, de Dell Henderson
- 1913 : La Jeune Téléphoniste et la Femme du monde (The Telephone Girl and the Lady), de D. W. Griffith
- 1913 : The Mothering Heart, de D. W. Griffith
- 1914 : Liberty Belles, de Dell Henderson
- 1915 : Divorçons, de Dell Henderson
- 1916 : The Rejuvenation of Aunt Mary, d'Edward Dillon